# Meio-soprano lírico
| Tipo de Voz  | Tipo de Voz |
| Feminino     | Masculino   |
| ------------ | ----------- |
| Soprano      | Tenor       |
| Meio-soprano | Barítono    |
| Contralto    | Baixo       |

Meio-soprano lírico é um timbre claro muito próximo do soprano, cuja passagem em voz plena encontra-se habituada, frequentemente, entre o Mi4. Possui grandes capacidades na região aguda como a emissão de tons aflautados, normalmente vibrantes e potentes. Não tem á agilidade vocal da coloratura mezzo-soprano ou o tamanho da força da mezzo-soprano dramático. A lírica mezzo-soprano é ideal para a maioria dos papéis in travestir.
Ainda é possível incluir na categoria a "mezzo-soprano acuto"  timbre luminoso com a emissão mais aguda e virtuosa muito perto da soprano.
As espanholas Conchita Supervia (1895-1936) e Teresa Berganza constituem dois exemplos notáveis desta voz.

## Personagens nas óperas
(*) Detona um papel de liderança
- Annio, La Clemenza di Tito (Mozart)
- Carmen, Carmen (Bizet) *
- Charlotte, Werther (Massenet) *
- Cherubino, As Bodas de Fígaro (Mozart)
- O compositor, Ariadne auf Naxos (Richard Strauss)
- Dido, Dido and Aeneas (Purcell) *
- Donna Elvira, Don Giovanni (Mozart)
- Dorabella, Così fan tutte (Mozart) *
- Hänsel, Hansel e Gretel (Humperdinck) *
- Idamante, Idomeneo, re di Creta (Mozart)
- Marguerite, La Damnation de Faust (Berlioz) *
- Mignon, Mignon (Ambroise Thomas) *
- Mãe, Amahl and the Night Visitors  (Menotti) *
- Nicklausse, Les contes d'Hoffmann (Offenbach)
- Octavian, Der Rosenkavalier ( Richard Strauss ) *
- Sesto, La Clemenza di Tito (Mozart) *
- Sesto, Giulio Cesare (Handel)
- Siebel, Fausto (Gounod)
- Sorceress, Dido and Aeneas (Purcell)
- Stephano, Roméo et Juliette (Charles Gounod)
- Suzuki, Madama Butterfly (Puccini)